# État de trou du cul cynique
État de trou du cul cynique est le septième épisode de la quinzième saison de la série télévisée d'animation américaine South Park et l'épisode 216e de la série globale. Il est sorti en première aux États-Unis sur la chaîne Comedy Central le 8 juin 2011.
Cet épisode comporte plusieurs niveaux de lecture. Il est un des rares épisodes à ne pas comporter de statu quo final. Il s'achève sur ce qui s'apparente à un cliffhanger entre les deux moitiés de la saison.

## Résumé
Stan fête son dixième anniversaire au restaurant et reçoit un CD d'une groupe de « tween wave » (mouvement musical fictif) parmi ses cadeaux. Il est ravi, mais sa mère confisque le CD, expliquant que ce genre de musique n'est que « de la merde ». Son père, Randy, prend son parti car il ne veut pas devenir un adulte répressif que la musique « jeune » rebute. Randy écoute le CD au casque, mais ne perçoit que des bruits de défécation sur un fond rythmique : la musique est littéralement « de la merde ». Toutefois, Randy ment et prétend apprécier l'album.
Stan s'est apparemment plié à la décision de sa mère, mais écoute le disque en cachette. À sa grande surprise, il entend exactement la même chose que son père. Dans les jours qui suivent, le phénomène se reproduit. Tous les disques, jeux vidéo, programmes télévisés et films qu'il adorait — ou que ses amis découvrent — le rebutent, et il critique tout. S'ensuivent une visite médicale et une mauvaise nouvelle : le docteur lui explique que changer de goûts est normal quand on grandit mais que parfois le processus déraille et le sujet ne parvient pas à développer de nouvelles affections. C'est le cas pour Stan qui devient cynique et aigri au point que ses amis se mettent à l'éviter. Stan déprime et perçoit tout et tous comme « de la merde ». La période difficile que traverse Stan ressemble beaucoup à ce que l'on nomme communément une crise existentielle, même si le terme n'est jamais clairement utilisé dans l'épisode.
Randy pendant ce temps continue à prétendre qu'il adore la tween wave et se met même à se produire dans ce style tel qu'il l'entend dans un bar de South Park : il défèque dans son slip en faisant du bruit. Deux vieillards exténués, dont un barbu, décident de sauver ses slips et se mettent à cambrioler sa maison. Quand une partenaire féminine rejoint Randy, sa femme lui fait une scène, expliquant qu'elle ne supporte plus ses crises de la quarantaine à répétition et la façon dont ils prétendent chaque semaine que tout est redevenu normal. Randy rétorque qu'il n'est plus heureux depuis longtemps et le couple se sépare. Dans une longue séquence finale sans aucune plaisanterie ou gag (à l'exception du cynisme de Stan), les Marsh vendent leur maison, font leurs bagages et quittent South Park. Kyle et Cartman semblent devenir des amis proches. Les voleurs de slips sont arrêtés par la police.